# Cantone di Hazebrouck-Sud
Il Cantone di Hazebrouck-Sud era una divisione amministrativa dell'arrondissement di Dunkerque.
È stato soppresso a seguito della riforma complessiva dei cantoni del 2014, che è entrata in vigore con le elezioni dipartimentali del 2015.
Comprendeva parte della città di Hazebrouck e i comuni di:
- Boëseghem
- Borre
- Morbecque
- Pradelles
- Steenbecque
- Strazeele
- Thiennes